# Толстоухов, Валентин Романович
Валентин Романович Толстоухов (1933, д. Солонухино, Тужинский район, Горьковский край, РСФСР, СССР — 1993, Одинцово, Московская область, РФ) — советский тоннелестроитель, Герой Социалистического Труда.

## Биография
Родился в 1933 году в д. Солонухино Тужинского района (ныне Кировская область).
Окончил Туманурскую семилетнюю школу.
До армии работал трактористом в родном селе.
В 1951 году призван в ряды Советской Армии. В армии служил в войсковой разведке.
После армии в 1955 году пришел по призыву в Мосметрострой. Прошел путь от рядового строителя до бригадира бригады проходчиков. Работал на самых трудных участках. За годы работы в Метрострое награждён орденом Ленина и орденом «Знак Почета».
В 1975 году вместе с семьёй уезжает на БАМ.
В августе 1975 года с первым десантом высадился в урочище Гоуджекит в предгорьях Байкальского хребта. Живя в палаточном лагере, строил дома и обустраивал будущий поселок тоннельщиков Гоуджекит.
Из строителей посёлка скомплектовали первую горнопроходческую бригаду тоннельного отряде № 12. В. Р. Толстоухов стал и учителем, и наставником будущих проходчиков.
В середине апреля 1976 года началась проходка подходной, а затем транспортно-дренажной штольни.
17 марта 1977 года со стороны восточного портала началась проходка основного тоннеля. Именно В. Р. Толстоухов был за пультом бурового станка «Furukawa».
Работы велись в сложных геологических и климатических условиях — высокой сейсмичности, наледях и песчаниках в километровых разломах, постоянной угрозе оползней, вечной мерзлоте. Дополнительно осложняло работу большое количество подземных вод — холодных и горячих, до 70 °С.
По его настоянию для откатки породы ввели мощные автосамосвалы МОАЗ, стали применять бурение сразу пятью колонками без перебуров, что значительно ускорило работу.
6 февраля 1981 года, ровно на год раньше проектного срока и на 17 дней раньше срока, принятого обязательствами в честь XXVI съезда КПСС, на Байкальском тоннеле была осуществлена сбойка. В это день проходчики Байкальского тоннеля отправили в Москву телеграммы в Минтрансстрой и Главтоннельметрострой:
```
«Рапортуем, что строители семикилометрового Байкальского тоннеля в честь предстоящего XXVI съезда КПСС выполнили своё обязательство. Последняя сбойка в Байкальском хребте выполнена на год раньше директивных сроков».
```

За выдающиеся успехи и проявленный трудовой героизм при строительстве БАМа Указом Президиума Верховного Совета СССР от 5 февраля 1981 года В. Р. Толстоухову было присвоено звание Героя Социалистического Труда с вручением второго ордена Ленина и золотой медали «Серп и Молот». В. Р. Толстоухов стал первым тоннельщиком на БАМе, получившем это высокое звание.
В годы работы на строительстве Байкальского тоннеля закончил одиннадцать классов.
После завершения проходки Байкальского тоннеля вместе с семьей переехал в Северомуйск, где на проходке Северомуйского тоннеля возглавил горнопроходческую бригаду.
В июне 1982 года на Восточном портале Северомуйского тоннеля состоялся торжественный митинг по случаю победы бригады Героя Социалистического Труда Валентина Романовича Толстоухова, — всесоюзный рекорд проходки, установленный бригадой В. Толстоухова в честь 60-летия образования СССР. За месяц было пройдено 171,5 метра основного тоннеля.
В 1983 году в связи с уменьшением объёма работ часть Тоннельного отряда № 12 была перебазирована на строительство Кодарского тоннеля, а часть — вернулась домой. Вместе со своими товарищами вернулся домой, в подмосковный город Одинцово, и В. Р. Толстоухов.
Умер в 1993 году.